# HD 51799
HD 51799，又名CD-48 2601，SAO 218324、HR 2608，是一颗恒星，视星等为4.95，位于銀經258.6，銀緯-19.29，其B1900.0坐标为赤經6h 53m 36.2s，赤緯-48° -19.29′ 21″。